# Collegio elettorale di Santadi
Il collegio elettorale di Sanluri è stato un collegio elettorale uninominale del Regno di Sardegna nell'allora provincia di Cagliari. 
Istituito con la legge n. 3778 del 20 novembre 1859, comprendeva i territori di Sanluri, San Gavino, Lunamatrona, Barumini, Mandas. . 
Dalla VIII legislatura il territorio divenne parte del collegio di Iglesias

## Dati elettorali
Nel collegio si svolsero votazioni solo nella settima legislatura.

### VII legislatura
Le votazioni si svolsero in 387 collegi uninominali a doppio turno. Come previsto dalla legge elettorale del 20 novembre 1859, era eletto al primo turno il candidato che «riunisce in suo favore più del terzo dei voti del total numero dei membri componenti il collegio e più della metà dei suffragi dati dai votanti presenti all'adunanza» (art. 91). Se nessun candidato era eletto, al ballottaggio tra i due candidati con più voti era eletto chi otteneva il maggior numero di voti (art. 92) o, in caso di ugual numero di voti, il maggiore d'età (art. 93).
| Partito                            | Partito                            | Candidato                          | Primo turno 25 marzo 1860 | Primo turno 25 marzo 1860 | Ballottaggio 29 marzo 1860 | Ballottaggio 29 marzo 1860 |
| Partito                            | Partito                            | Candidato                          | Voti                      | %                         | Voti                       | %                          |
| ---------------------------------- | ---------------------------------- | ---------------------------------- | ------------------------- | ------------------------- | -------------------------- | -------------------------- |
|                                    | —                                  | Bernardo Falqui Pes                | 149                       | 49,17                     | 261                        | 55,41                      |
|                                    | —                                  | Teodoro De Rossi di Santa Rosa     | 154                       | 50,83                     | 210                        | 44,59                      |
|                                    |                                    |                                    |                           |                           |                            |                            |
| Iscritti                           | Iscritti                           | Iscritti                           | 873                       | 100,00                    | 873                        | 100,00                     |
| ↳ Votanti (% su iscritti)          | ↳ Votanti (% su iscritti)          | ↳ Votanti (% su iscritti)          | 384                       | 43,99                     | 474                        | 54,30                      |
| ↳ Voti validi (% su votanti)       | ↳ Voti validi (% su votanti)       | ↳ Voti validi (% su votanti)       | 303                       | 78,91                     | 471                        | 99,37                      |
| ↳ Schede non valide (% su votanti) | ↳ Schede non valide (% su votanti) | ↳ Schede non valide (% su votanti) | 81                        | 21,09                     | 3                          | 0,63                       |
| ↳ Astenuti (% su iscritti)         | ↳ Astenuti (% su iscritti)         | ↳ Astenuti (% su iscritti)         | 489                       | 56,01                     | 399                        | 45,70                      |